# 鉄道発見伝 鉄兄ちゃん藤田大介アナが行く!
『鉄道発見伝　鉄兄ちゃん藤田大介アナが行く！』（てつどうはっけんでん てつにいちゃん ふじただいすけあながいく）は、2013年（平成25年）11月24日から2023年（令和5年）4月25日までCS日テレの日テレプラスで放送していたドキュメントバラエティ番組である。
日テレアナウンサー藤田大介自らによる企画であり、同局アナウンサーの冠番組は数十年ぶりである。番組放送開始を記念しBSスカパー!にて「日テレプラスpresents」と題され2013年10月12日に特別番組が放送された。また、スカパーJSAT主催の「スカパー!アワード2014」にて「ココロ動いた番組賞」、第11回衛星放送協会オリジナル番組アワード「編成企画部門 最優秀賞」を受賞。

## 番組概要
鉄道ファンの日本テレビアナウンサー・藤田大介が、鉄道仲間のホリプロマネジャー南田裕介・ディレクター田中匡史と、日本各地の「今しか出会えない鉄道風景」に会いにいく旅バラエティ番組。ディレクター田中に呼び出される藤田と南田は、毎回行先を知らされておらず、鉄道路線を使った究極のミステリーツアーでもある。

## 出演者
- 藤田大介
- 南田裕介 - 2015年10月放送よりレギュラー出演。
- 田中匡史

## 放送時間
| 放送対象地域   | 放送局       | 放送媒体 系列     | 放送日     | 放送時間      | 放送開始日   | 備考 |
| -------------- | ------------ | ----------------- | ---------- | ------------- | ------------ | --- |
| 日本全域       | 日テレプラス | 衛星放送 CS日テレ | 月～金曜日 | 6:30 - 7:30   | 2022年4月    | 1回目から順に放送。 以前は3:00 - 3:55の枠で放送されていた。 放送機器メンテナンス時は休止。                      |
| 日本全域       | 日テレプラス | 衛星放送 CS日テレ | 月～金曜日 | 20:00 - 21:00 | 不明         | 1回目から順に放送。 以前は北海道から順に連日地区ごとにセレクトして放送していた。 放送機器メンテナンス時は休止。 |
| 兵庫県         | サンテレビ   | 地上波 独立局     | 水曜日     | 20:53 - 21:22 | 2024年4月3日 | プロ野球中継（全編およびリレー中継）時は休止。                                                                  |
| 香川県・岡山県 | 西日本放送   | 地上波 日テレ系   | 金曜日     | 10:55 - 11:25 | 不明         | |

以前の放送時間
| 放送局       | 放送日 | 放送時間                       | 終了月    | 備考                                                               |
| ------------ | ------ | ------------------------------ | --------- | ------------------------------------------------------------------ |
| 日テレプラス | 火曜日 | 22:00 - 22:55 （放送終了時点） | 2024年3月 | 毎月最終週に初回放送。 1週目～最終週前まで直近3～4回分を連続放送。 |
| 日テレプラス | 月曜日 | 2:30 - 3:25 （日曜日深夜）     | 2022年3月 |                                                                    |

補足
- 火曜日夜の放送時間は23:00 - 23:55 → 20:00 - 20:55 → 22:00 - 22:55と変遷している。
- 深夜のセレクション放送は以前は月曜日（日曜日深夜）のみだったが、2022年4月4日より週5回放送している。
- 上記以外にも、不定期で穴埋め番組として放送される場合がある。

## 放送リスト
| 放送回 | 初回放送日     | タイトル                                           | 今しか出逢えない＆未来に残したい鉄道風景 | 協力鉄道事業者                                               |
| ------ | -------------- | -------------------------------------------------- | --- | ------------------------------------------------------------ |
| 01     | 2013年11月24日 | 三陸鉄道南リアス線                                 | 東日本大震災で甚大な被害を受けた三陸鉄道の運行再開を目前に頑張る社員 | 三陸鉄道                                                     |
| 02     | 2013年12月22日 | 三陸鉄道北リアス線                                 | 東日本大震災で甚大な被害を受けた三陸鉄道の運行再開を目前に頑張る社員 | 三陸鉄道                                                     |
| 03     | 2014年1月26日  | 京浜急行電鉄                                       | 無くなりつつあるドレミファインバータ搭載車 北陸新幹線試運転一番列車 開業前のえちごトキめき鉄道 北陸新幹線開業で揺れ動く北越急行 | 京浜急行電鉄 JR北海道 北陸新幹線 えちごトキめき鉄道 北越急行 |
| 04     | 2014年2月23日  | ありがとう寝台列車〜北海道編〜                     | 北海道内を走行する廃止が噂される寝台列車 （北斗星・カシオペア・トワイライトエクスプレス・はまなす） ラストランが迫る寝台特急「あけぼの」 北海道新幹線の工事で廃止となる知内駅 青い森鉄道の新型703系デビュー前＆筒井駅開業前                          | JR北海道 青い森鉄道                                          |
| 05     | 2014年3月30日  | さようなら江差線                                   | 廃止が決まった江差線 北海道新幹線で改装される木古内駅 真岡鐵道のSL単機重連走行 | JR北海道 真岡鐵道                                            |
| 06     | 2014年4月27日  | 大阪鉄道まつり                                     | 閉館が決まった交通科学博物館 消費税率改正前の初乗り運賃が日本一安い北大阪急行電鉄 北大阪急行電鉄の箕面市方面への延伸計画 三陸鉄道北リアス線試運転一番列車 寝台特急「あけぼの」ラストラン                                                             | 北大阪急行電鉄 大阪モノレール 三陸鉄道                       |
| 07     | 2014年5月25日  | 祝100周年!三岐鉄道北勢線                           | 開業100周年を迎えた北勢線 国内現役唯一の鉄道可動橋"末広橋梁" 涙の三陸鉄道全線運行再開 | 三岐鉄道 JR貨物 三陸鉄道                                     |
| 08     | 2014年6月29日  | ひたちなか海浜鉄道＆真岡鐵道                       | 高田の鉄橋駅開業前の風景 阿字ヶ浦から国営ひたち海浜公園までの延伸構想 SL復活20周年（SLもおか） SLキューロク館1周年 | ひたちなか海浜鉄道 真岡鐵道                                  |
| 09     | 2014年7月27日  | 祝!開業20周年 鳥取県・智頭急行                     | KEIKYU YELLOW HAPPY TRAIN 開業20周年を迎える智頭急行 | 京浜急行電鉄 JR西日本 智頭急行                               |
| 10     | 2014年8月31日  | SL復活なるか!?鳥取県・若桜鉄道                     | 改装工事中の郡家駅 2018年度にSL復活を目指す若桜鉄道 | 若桜鉄道 JR西日本                                            |
| 11     | 2014年9月28日  | 歴史旅〜しなの鉄道「ろくもん」〜                   | 汐博2014（ゲスト：南田裕介＆erica） 運行開始したばかりの観光列車「ろくもん」 2012年4月1日に廃止した長野電鉄屋代線屋代駅を廃止後テレビ初潜入 | しなの鉄道 長野電鉄 JR東日本                                 |
| 12     | 2014年10月26日 | 惜別！時速160km走行「はくたか」                    | 2015年3月廃止決定の特急「はくたか」 儀明信号場にテレビ初潜入 「はくたか」運転台に乗車 美佐島駅ホームで「はくたか」通過を体感 2015年春に廃止するトワイライトエクスプレス                                                                              | 北越急行 JR東日本                                            |
| 13     | 2014年11月28日 | おめでとう100周年！山形鉄道フラワー長井線          | 梨郷駅〜長井駅間100周年 番組開始一周年を記念し南田裕介（ホリプロマネージャー）が登場 E3系つばさの塗装前 | 山形鉄道 JR東日本                                            |
| 14     | 2014年12月26日 | たぬきも見守る!滋賀・信楽高原鐵道                  | 運行再開前の点検・確認列車にメディア初潜入 JR西日本が信楽高原鐵道を応援 運行再開一番列車 | 信楽高原鐵道 JR西日本                                        |
| 15     | 2015年1月30日  | サンライズ瀬戸で高松"ことでん"へ                   | 20形23号のリバイバル塗装前 若桜鉄道の排雪モーターカー | 高松琴平電気鉄道 JR四国 若桜鉄道                             |
| 16     | 2015年2月27日  | 美しい海のある徳島・阿佐海岸鉄道                   | 宍喰駅に徳島県最南端の看板設置 甲浦駅に高知県最東端の看板設置 臨時駅の田井ノ浜駅を通過 北陸新幹線報道試乗会 | 阿佐海岸鉄道 JR四国 JR東日本                                 |
| 17     | 2015年3月27日  | おつかれさま「デハ1001」千葉・銚子電鉄             | 2016年3月引退予定のデハ1001に乗車 寝台特急「北斗星」に乗車 | 銚子電気鉄道                                                 |
| 18     | 2015年4月17日  | 北陸新幹線で盛りあがる長野                         | 飯山線観光列車「おいこっと」出発式 長野総合車両センターに潜入 北越急行ほくほく線 特急「はくたか」ラストラン 北越急行ほくほく線「超快速スノーラビット」出発式 万博鉄道まつり2015（出演：南田裕介＆豊岡真澄）                                          | JR東日本 北越急行                                            |
| 19     | 2015年5月15日  | 石川のおもてなし のと鉄道                          | 観光列車「のと里山里海」の試運転列車に乗車 若桜鉄道のSL走行社会実験 | のと鉄道 若桜鉄道                                            |
| 20     | 2015年6月19日  | 100年の記憶を訪ねて 北陸鉄道・石川                 | 石川線開業100周年 浅野川線開業90周年 電鐘式警報機 | 北陸鉄道                                                     |
| 21     | 2015年7月17日  | 昭和の名車〜JR山陰本線・特急国鉄色〜               | 381系特急国鉄色 福知山電車区で289系変更前の683系 | JR西日本                                                     |
| 22     | 2015年8月21日  | はじめまして!京都丹後鉄道                          | 定期運用から外れたタンゴエクスプローラーと西舞鶴運転区で再会 大江駅の駅舎に掲げられた北近畿タンゴ鉄道の駅看板 | WILLER TRAINS JR西日本                                       |
| 23     | 2015年9月18日  | 懐かしの鉄道に出逢う旅 群馬・上毛電気鉄道          | 城東駅東口出口工事前の風景 大胡電車庫（大胡駅） デハ101（上毛電気鉄道デハ100型電車） 超☆汐留パラダイス! | 上毛電気鉄道                                                 |
| 24     | 2015年10月16日 | 開業30年のふれあい 北条鉄道（兵庫）                | 播州鉄道開業100周年 北条鉄道開業30周年 長駅の改修工事 後藤総合車両所 381系「やくも」 | 北条鉄道 JR西日本                                            |
| 25     | 2015年11月20日 | 保存車両に会いに行こう！樽見鉄道（岐阜）           | 東大垣駅でJR東海道線を走行する583系の団体臨時列車 2015年末で運用から外れるハイモ230形314号 | 樽見鉄道                                                     |
| 26     | 2015年12月18日 | 木曽路にひびくSLの汽笛・岐阜 明知鉄道              | C12の復活運動 | 明知鉄道                                                     |
| 27     | 2016年1月15日  | 別れの季節・冬の石北本線（北海道）                 | 100周年を迎えた遠軽駅 2016年3月25日をもって廃止の下白滝駅 2016年3月25日をもって廃止の旧白滝駅 2016年3月25日をもって廃止の上白滝駅 JR石北本線を走行するタマネギ列車                                                                                   | JR北海道 京浜急行電鉄                                        |
| 28     | 2016年2月19日  | 唯一残る急行列車「はまなす」に乗って（北海道）     | 2016年3月廃止の急行「はまなす」 小幌駅 抜海駅（日本最北端の木造駅舎＆日本最北端の無人駅） | JR北海道                                                     |
| 29     | 2016年3月18日  | 開業直前!春を待つ新函館北斗駅（北海道）            | 2016年3月25日をもって廃止の鷲ノ巣駅 2016年3月廃止の寝台特急「カシオペア」 2016年3月廃止の特急「スーパー白鳥」 2016年3月廃止の特急「白鳥」 駅舎改築工事中の比布駅 銚子電鉄で2016年2月28日に引退したデハ1001との入れ替えにデハ3000形が導入             | JR北海道 銚子電気鉄道                                        |
| 30     | 2016年4月15日  | 静岡鉄道 未来へバトンタッチ                        | JR東海道本線の低い鉄橋 1004号が2016年3月11日に引退 2016年3月24日に新型車両A3000形が導入 万博鉄道まつり2016 | 静岡鉄道                                                     |
| 31     | 2016年5月20日  | 鉄道遺産あふれる伊豆箱根鉄道                       | ED32本線走行（2016年2月14日） 深夜の構内作業（ED31＆ホキ連結） 若桜鉄道ピンクSLお披露目式 | 伊豆箱根鉄道 若桜鉄道                                        |
| 32     | 2016年6月17日  | えちごトキめき鉄道                                 | えちごトキめきリゾート「雪月花」出発式 直江津駅ホームの特急列車案内表示 糸魚川駅レンガ車庫 妙高号（脇野田駅入線・二本木駅スイッチバック） | えちごトキめき鉄道                                           |
| 33     | 2016年7月15日  | 名列車たちに再会！長野電鉄                         | 北陸新幹線に乗車（糸魚川駅〜長野駅） 特急「ゆけむり」 特急「スノーモンキー」 屋代線の現在 木島線の現在 | 長野電鉄 JR東日本 JR西日本                                   |
| 34     | 2016年8月19日  | 清流沿いを走る錦川鉄道（山口）                     | 工事中のJR岩国駅 河山駅に残る鉄道遺産 清流新岩国駅に残る御庄駅の跡 | 錦川鉄道                                                     |
| 35     | 2016年9月16日  | 歴史とやすらぎの井原鉄道（広島・岡山）             | ボタン式自動券売機 381系やくも 笠岡市・井笠鉄道記念館 | 井原鉄道                                                     |
| 36     | 2016年10月21日 | 時を超えて 群馬・SL紀行                            | 快速SLググッとぐんまみなかみ号の組成作業 八ッ場ダム建設により沈む旧川原湯温泉駅 583系 | JR東日本                                                     |
| 37     | 2016年11月18日 | 西武鉄道編                                         | 「52席の至福」の回送 レッドアロークラシック レッドラッキートレイン 複合型温泉計画リニューアル工事中の西武秩父駅 | 西武鉄道                                                     |
| 38     | 2016年12月16日 | 人気の特急列車に乗ろう!富山地方鉄道                | 寺田駅でアルプスエキスプレスのスイッチバック デキ12021の本線走行シーン 元西武5000系貸切 レトロ電車貸切 | 富山地方鉄道                                                 |
| 39     | 2017年1月20日  | 北陸新幹線延伸で移りゆく風景〜富山・石川・福井     | 北陸新幹線「つるぎ」のグランクラスに乗車 北陸新幹線の線路を使って運行するえちぜん鉄道 2016東武ファンフェスタ 北海道・留萌本線ラストラン | JR西日本 えちぜん鉄道 東武鉄道 JR北海道                      |
| 40     | 2017年2月17日  | 冬の鉄路を進む弘南鉄道（青森）                     | 2017年9月に開業90周年を迎える弘南鉄道 本線を走行するラッセル車に乗車 冬期閉鎖の田んぼアート駅で下車 | 弘南鉄道                                                     |
| 41     | 2017年3月17日  | 秋田内陸縦貫鉄道 冬の風物詩を探して（秋田）        | 米内沢駅のホーム跡 上桧木内の紙風船上げ | 秋田内陸縦貫鉄道                                             |
| 42     | 2017年4月25日  | 四日市あすなろう鉄道&伊勢鉄道（三重）              | 新260系に置き換わる旧型260系（四日市あすなろう鉄道） 開業30周年を迎えた伊勢鉄道 万博鉄道まつり2017（ゲスト：中井精也） | 四日市あすなろう鉄道 伊勢鉄道                                |
| 43     | 2017年5月30日  | 鉄道のまち 敦賀を満喫!                             | JR敦賀駅構内の転車台撤去 JR敦賀運転センターのEF81形44号機（トワイライトエクスプレス牽引機） 北陸新幹線開業前のJR小浜線 明知鉄道アケチ6号（2017年3月31日をもって引退） 明知鉄道アケチ101号の車両搬入 紀州鉄道キテツ2号（2017年5月4日をもって引退）    | JR西日本 明知鉄道 紀州鉄道                                   |
| 44     | 2017年6月27日  | トロッコ列車が走る！わたらせ渓谷鐵道（群馬・栃木） | 登録有形文化財に登録されている上神梅駅 登録有形文化財に登録されている神戸駅 (群馬県) 間藤駅から足尾本山駅までの廃線跡 | わたらせ渓谷鐵道                                             |
| 45     | 2017年7月25日  | セカンドライフを楽しむ車両たち！熊本電気鉄道       | 北熊本駅で静態保存されている元東急5000系（初代） 熊本電気鉄道を走行する東京メトロ01系 | 熊本電気鉄道                                                 |
| 46     | 2017年8月29日  | JR肥薩線に乗ってくま川鉄道へ（熊本）               | D&S列車「かわせみ やませみ」 熊本地震で被害を受けた南阿蘇鉄道 九州で唯一 通票閉塞が残るくま川鉄道 登録有形文化財に登録された湯前駅 | JR九州 くま川鉄道 南阿蘇鉄道                                 |
| 47     | 2017年9月26日  | E4系新幹線＆JR小海線（長野）                       | 2020年度末でE7系に置き換わるE4系 2017年10月1日で開業20周年を迎える北陸新幹線 2017年10月1日で開業20周年を迎えるしなの鉄道 しなの鉄道で塗色変更した国鉄115系電車（初代長野色・湘南色・横須賀色） 2017年7月1日運行開始「HIGH RAIL 1375」                | JR東日本 しなの鉄道                                          |
| 48     | 2017年10月31日 | 黒部峡谷鉄道（富山）                               | 黒部峡谷パノラマ展望ツアー | 黒部峡谷鉄道 富山地方鉄道                                    |
| 49     | 2017年11月28日 | 東武鉄道                                           | 創立120周年を迎えた東武鉄道 2017年8月10日より運行開始「SL大樹」 日光詣スペーシア 普悠瑪（ぷゆま）りょうもう号 | 東武鉄道                                                     |
| 50     | 2017年12月26日 | 台湾特別編（2時間スペシャル）                      | 台湾高速鉄路のビジネス車両に乗車 ディーゼルカーの自強号に乗車 電化工事中の潮州駅-台東駅間 南廻線の普快車 旧高雄駅舎 地下化される前の高雄駅 日本統治時代に建てられた追分駅                                                                            | 台湾鉄路管理局 台湾高速鉄路                                  |
| 51     | 2018年1月30日  | 新たな歴史が始まる両国駅3番線                      | B.B.BASE出発式 運行開始前のB.B.BASE 両国駅3番線ホーム 両国駅の4,5,6番線ホーム跡 海浜幕張駅から新習志野駅まで一駅区間を走る営業列車 | JR東日本                                                     |
| 52     | 2018年2月27日  | 大井川鐵道編（静岡）                               | セカンドライフ、サードライフを送る車両たち 急行「はまなす」で使用されていた14系客車 | 大井川鐵道                                                   |
| 53     | 2018年3月27日  | 長良川鉄道（岐阜）                                 | 観光列車「ながら」川風号の塗装前 北濃駅の転車台 ヤマト運輸との貨客混載 | 長良川鉄道                                                   |
| 54     | 2018年4月24日  | 近畿日本鉄道＆養老鉄道編                           | 観光特急「しまかぜ」乗車 開業10周年を迎えた養老鉄道 養老線の事業形態変更 | 近畿日本鉄道 養老鉄道                                        |
| 55     | 2018年5月29日  | JR日南線編（宮崎）                                 | 2018年2月に駅舎が赤く染まった油津駅 志布志鉄道記念公園 | JR九州                                                       |
| 56     | 2018年6月26日  | JR指宿枕崎線編（鹿児島）                           | 西都城駅近くにある志布志線の遺構 志布志線の今町駅跡・末吉駅跡・伊崎田駅跡 | JR九州                                                       |
| 57     | 2018年7月31日  | 開業120周年を迎え～近江鉄道（滋賀）                | 開業120周年を迎えた近江鉄道 彦根駅で解体待ちする電気機関車（ED31形、ED14形、ロコ101形） 大正時代に建築された新八日市駅の駅舎 | 近江鉄道                                                     |
| 58     | 2018年8月28日  | 信楽高原鐵道＆伊賀鉄道                             | 2014年11月の運行再開から約3年半ぶりに訪れた信楽高原鉄道 SHINOBI-TRAIN 2018年3月開業の四十九駅 1969年に廃止となった旧四十九駅跡地 | 信楽高原鐵道 伊賀鉄道                                        |
| 59     | 2018年9月25日  | 伊豆急行                                           | 185系「踊り子」乗車 251系「スーパービュー踊り子」のグリーン車（展望席）乗車 | 伊豆急行                                                     |
| 60     | 2018年10月30日 | 湘南モノレール編                                   | 改装工事中の湘南江の島駅 テレビ初公開の非常脱出装置を体験 | 湘南モノレール                                               |
| 61     | 2018年11月27日 | JR久留里線に乗って（千葉）                         | E217系（横須賀線・総武快速線） 木更津運輸区に残る転車台 久留里線博物館 1912年開業の馬来田駅に残る廃止されたホーム | JR東日本                                                     |
| 62     | 2018年12月25日 | 三陸鉄道リアス線 開業に向けて（前編）              | 三陸鉄道リアス線開業前の南リアス線 三陸鉄道に移管されるJR山田線区間（大槌駅、浪板海岸駅、陸中山田駅） | 三陸鉄道                                                     |
| 63     | 2019年1月29日  | 三陸鉄道リアス線 開業に向けて（後編）              | 三陸鉄道リアス線開業前の南リアス線 開業前の新田老駅 | 三陸鉄道                                                     |
| 64     | 2019年2月26日  | 一畑電車でレトロ旅（島根）                         | 出雲大社前駅に静態保存されているデハニ50形 旧大社駅 雲州平田駅で動態保存されているデハニ50形 一畑口駅のスイッチバック | 一畑電車                                                     |
| 65     | 2019年3月26日  | 後藤総合車両所（鳥取）                             | 381系の特急「やくも」 後藤総合車両所 本所＆運用検修センター TWILIGHT EXPRESS 瑞風をお見送り | JR西日本                                                     |
| 66     | 2019年4月30日  | 江ノ島電鉄編                                       | 江ノ島電鉄の撮影地めぐり（ゲスト：中井精也） 腰越駅のドアカット 観光列車サミットin人吉球磨 | 江ノ島電鉄 JR九州                                            |
| 67     | 2019年5月28日  | いすみ鉄道編(千葉)                                 | 中井精也をゲストに「いすみ鉄道」をめぐる 国吉駅に静態保存されているキハ30の運転体験 大多喜駅に静態保存されている「いすみ206」 | いすみ鉄道 JR東日本                                          |
| 68     | 2019年6月25日  | 復旧に向けて走るJR芸備線（広島・岡山）             | 2018年の西日本豪雨で被災したJR芸備線 運休中の狩留家駅-白木山駅-中三田駅の復旧状況を見学 鉄道代行バスに乗車 JR三江線の廃線跡めぐり | JR西日本                                                     |
| 69     | 2019年7月30日  | JR貨物・広島編                                     | 広島貨物ターミナル駅を見学 瀬野八（瀬野-八本松）の急勾配区間を進む補機（補助機関車）に添乗 | JR貨物                                                       |
| 70     | 2019年8月27日  | 島原鉄道（長崎）                                   | 温泉軽便鉄道の遺構 | 島原鉄道                                                     |
| 71     | 2019年9月24日  | 松浦鉄道（長崎・佐賀）                             | 登録有形文化財に登録された福井川橋梁 伊万里駅のスイッチバック 1913年築の蔵宿駅 | 松浦鉄道                                                     |
| 72     | 2019年10月29日 | 沖縄都市モノレール（ゆいれーる）前編               | 延伸開業前（2019年10月1日に首里駅-てだこ浦西駅が延伸）の沖縄都市モノレール 沖縄県営鉄道の那覇駅跡から出土された転車台遺構 | 沖縄都市モノレール                                           |
| 73     | 2019年11月26日 | 沖縄都市モノレール（ゆいれーる）後編               | 延伸開業前（2019年10月1日に首里駅-てだこ浦西駅が延伸）の沖縄都市モノレール 延伸開業前日に試運転列車（首里駅-てだこ浦西駅）に乗車 延伸開業前日の終列車後に張り替えられる駅掲示物（駅名標・発車案内板など） 延伸開業日にてだこ浦西駅を発車する一番列車 | 沖縄都市モノレール                                           |
| 74     | 2019年11月26日 | 日本の原風景に出逢う天竜浜名湖鉄道（静岡）         | 登録有形文化財に登録された天竜二俣駅 天竜二俣駅構内にある転車台・扇形車庫・高架貯水槽 | 天竜浜名湖鉄道                                               |
| 75     | 2020年1月28日  | 岳南電車（静岡）                                   | 吉原駅の伝言板 比奈駅の貨物線跡 岳南富士岡駅の静態保存されている電気機関車 岳南富士岡駅近くにある電鐘式警報機 | 岳南電車                                                     |
| 76     | 2020年2月25日  | 平成筑豊鉄道（福岡）                               | 令和になってから日本で最初に開業した令和コスタ行橋駅 日本初の時速100キロで走行が出来る車掌車 九州で一番古い鉄道トンネル（第二石坂トンネル） 石炭を運ぶために計画された幻の油須原線を走るトロッコ列車                                                 | 平成筑豊鉄道                                                 |
| 77     | 2020年3月31日  | 甘木鉄道（佐賀・福岡）                             | 旧筑後小郡駅の跡地 太刀洗駅の地下通路 | 甘木鉄道                                                     |
| 78     | 2020年4月28日  | 小湊鉄道（千葉）                                   | 国の登録有形文化財に登録されている上総村上駅 国の登録有形文化財に登録されている養老渓谷駅 国の登録有形文化財に登録されている月崎駅 かつては小湊鉄道の保線員の詰所だった「森ラジオ ステーション」                                                     | 小湊鉄道                                                     |
| 79     | 2020年5月26日  | 房総を走る特急列車に乗って                         | E217系（横須賀線・総武快速線） E259系「成田エクスプレス」に乗車 255系「しおさい」に乗車 E257系「わかしお」に乗車 千葉総合訓練センターを見学 | JR東日本                                                     |
| 80     | 2020年6月30日  | 鉄道旅で出会ったたくさんの笑顔！再会SP             | 鉄道会社57社によるメッセージ動画 【未公開シーン】第1回、第2回放送の三陸鉄道旅 【未公開シーン】函館駅での急行「はまなす」入線＆出発 |                                                              |
| 81     | 2020年7月28日  | 北海道・JR宗谷本線（前編）                         | 中井精也をゲストに2021年3月に廃止が噂されているJR宗谷本線の駅めぐり 北星駅、南美深駅、紋穂内駅、恩根内駅、豊清水駅 恩根内中学校の跡地に移動した恩根内駅の2代目駅舎                                                                                   | JR北海道                                                     |
| 82     | 2020年8月25日  | 北海道・JR宗谷本線（後編）                         | 中井精也をゲストに2021年3月に廃止が噂されているJR宗谷本線の駅めぐり 安牛駅、上幌延駅、抜海駅、南比布駅、北比布駅、東六線駅、北剣淵駅、下士別駅 | JR北海道                                                     |
| 83     | 2020年9月29日  | 北海道の鉄道遺産をめぐる旅（前編）                 | 岡安章介をゲストに北海道の鉄道遺産をめぐる 2016年3月に廃止になった上白滝駅、旧白滝駅、下白滝駅の跡地 丸瀬布森林公園いこいの森で動態保存される武利意森林鉄道で活躍していた雨宮21号 北海道を周遊するTHE ROYAL EXPRESS                                  | JR北海道                                                     |
| 84     | 2020年10月27日 | 北海道の鉄道遺産をめぐる旅（後編）                 | 岡安章介をゲストに北海道の鉄道遺産をめぐる 北海道を周遊するTHE ROYAL EXPRESS ふるさと銀河線りくべつ鉄道（旧池北線） 旧士幌線廃線跡（士幌駅・幌加駅・タウシュベツ川橋梁） 旧広尾線廃線跡（愛国駅・幸福駅）                                            | JR北海道                                                     |
| 85     | 2020年11月24日 | 肥薩おれんじ鉄道（鹿児島・熊本）                   | 吉川正洋をゲストに全線運行再開直前の肥薩おれんじ鉄道をめぐる 36ぷらす3の試運転列車（787系） 阿久根駅前のブルートレイン 2020年11月1日の運行再開日 | 肥薩おれんじ鉄道                                             |
| 86     | 2020年12月22日 | 豪雨災害から立ち上がるくま川鉄道（熊本）           | 吉川正洋をゲストに「令和2年7月豪雨」により全線運休中のくま川鉄道を訪問 | くま川鉄道                                                   |
| 87     | 2021年1月26日  | 元気です！千葉『鉄道発見伝』スタンプラリー編       | JR東日本千葉支社が主催する「元気です！千葉『鉄道発見伝』スタンプラリー」を実際に行う | JR東日本 銚子電気鉄道 いすみ鉄道 小湊鉄道                    |
| 88     | 2021年2月23日  | ありがとう！特急「踊り子」185系                    | 2021年3月のダイヤ改正で定期運用が終了してしまう185系 大宮総合車両センターの一部にあたる東大宮センターで185系を見学 特急「踊り子」になる前の回送列車に乗車し東大宮エンターから東京駅へ                                                                | JR東日本                                                     |
| 89     | 2021年3月30日  | 鉄道のまち 新津を訪ねて（新潟）                    | 工事中の新潟駅万代口駅舎 115系（旧弥彦色・一次新潟色・湘南色）と出逢う 新津運輸区で点検中の「SLばんえつ物語」のC57形蒸気機関車 | JR東日本                                                     |
| 90     | 2021年4月27日  | 豪雪地帯を走る北越急行（新潟）                     | 美佐島駅ホームで「超快速スノーラビット」通過を体感 儀明斜坑坑口 豪雪地帯を走るための設備見学（パネル式融雪装置・分岐器ジェット噴射装置・スプリンクラー）                                                                                             | 北越急行                                                     |
| 91     | 2021年5月25日  | 四国満喫の旅（前編）                               | 岡安章介をゲストに四国の鉄道旅 琴平駅まで延長運転するサンライズ瀬戸 | JR四国                                                       |
| 92     | 2021年6月29日  | 四国満喫の旅（後編）                               | 岡安章介をゲストに四国の鉄道旅 2021年度末で引退する四国交通のボンネットバス 高知運転所で 2000系の振り子装置を体験 | JR四国 土佐くろしお鉄道                                      |
| 93     | 2021年7月27日  | 24年間ありがとう「E4系新幹線Max」                  | 2021年10月1日で定期運行を終了するE4系新幹線 新潟新幹線車両センターで車両見学 | JR東日本                                                     |
| 94     | 2021年8月31日  | 信州を駆け抜けてきた 長野電鉄                      | 数年のうちに引退する元元営団地下鉄3000系（元日比谷線）の3500系 | 長野電鉄                                                     |
| 95     | 2021年9月29日  | 吹田総合車両所 京都支所（前編）                    | 吉川正洋をゲストに吹田総合車両所 京都支所を見学 2021年度中に引退する配給車（クル144＆クモル145） | JR西日本                                                     |
| 96     | 2021年10月26日 | 吹田総合車両所 京都支所（後編）                    | 吉川正洋をゲストに吹田総合車両所 京都支所を見学 WEST EXPRESS 銀河をデザイナーの川西康之が案内 | JR西日本                                                     |
| 97     | 2021年11月30日 | 樽見鉄道（岐阜）                                   | レシップの会社訪問 樽見鉄道グッズ「ハイモくん」 | 樽見鉄道                                                     |
| 98     | 2021年12月28日 | 明知鉄道（岐阜）                                   | 2019年にリニューアルした極楽駅 砂まき装置 | 明知鉄道                                                     |
| 99     | 2022年1月25日  | 東京モノレール編                                   | 羽田空港第2ターミナル駅から昭和島駅まで回送列車に乗車 昭和島車両基地見学 | 東京モノレール                                               |
| 100    | 2022年2月22日  | 三陸鉄道 全線完乗スペシャル（1）                   | 放送100回記念！吉川正洋＆岡安章介をゲストに三陸鉄道を旅する 盛駅から鵜住居駅まで | 三陸鉄道                                                     |
| 101    | 2022年3月29日  | 三陸鉄道 全線完乗スペシャル（2）                   | 放送100回記念！吉川正洋＆岡安章介をゲストに三陸鉄道を旅する 鵜住居駅から宮古駅まで | 三陸鉄道                                                     |
| 102    | 2022年4月26日  | 三陸鉄道 全線完乗スペシャル（3）                   | 放送100回記念！吉川正洋＆岡安章介をゲストに三陸鉄道を旅する 宮古駅から久慈駅まで | 三陸鉄道                                                     |
| 103    | 2022年5月31日  | 祝！部分運転再開 くま川鉄道（熊本）                | 部分運転再開を果たしたくま川鉄道に乗車 本線上を走るくまチャリ | くま川鉄道                                                   |
| 104    | 2022年6月28日  | 全線復旧に向けて 南阿蘇鉄道(熊本)                  | 2023年夏に全線復旧を目指す南阿蘇鉄道 復旧工事中の第一白川橋梁 高森湧水トンネル | 南阿蘇鉄道                                                   |
| 105    | 2022年7月26日  | 北アルプスを望む アルピコ交通上高地線（長野)       | 開業120周年を迎える松本駅 松本駅に残る自動放送 2022年6月10日に全線運行再開したアルピコ交通上高地線 新村駅に残る木造貨車 | アルピコ交通 JR東日本                                        |
| 106    | 2022年8月30日  | 開業直前・西九州新幹線(前編)                       | 西九州新幹線開業前の長崎駅に潜入 熊本総合車両所大村車両管理室 | JR九州                                                       |
| 107    | 2022年9月27日  | 開業直前・西九州新幹線(後編)                       | 西九州新幹線開業で廃止になるかもめ 2022年9月23日に改称される肥前山口駅 開業前の新大村駅 | JR九州                                                       |
| 108    | 2022年10月25日 | 鉄道開業150年SP！新橋・横浜間の歴史をたどる        | 旧新橋停車場を見学 新橋駅から横浜駅まで東海道線に乗車 | JR東日本                                                     |
| 109    | 2022年11月29日 | 国鉄時代から走る115系 しなの鉄道（長野）           | 2026年度で置き換えが決定した国鉄115系電車 軽井沢駅から碓氷峠の廃線跡巡り | しなの鉄道                                                   |
| 110    | 2022年12月27日 | 大雨の被害から復活!上田電鉄別所線(長野)            | 2019年10月13日の令和元年東日本台風で被災し 2021年3月28日に全線運行再開した別所線に乗車 下之郷駅に残る上田丸子電鉄時代のプットホーム 下之郷駅の車庫に保存される東急5200系電車 別所温泉駅で静態保存されているモハ5250形「丸窓電車」                    | 上田電鉄                                                     |
| 111    | 2023年1月31日  | 北陸新幹線延伸で移りゆく鉄道風景2023（前編）       | 特急「サンダーバード」＆特急「しらさぎ」 北陸新幹線開業前の小松駅の駅舎を見学 北陸新幹線開業後はIRいしかわ鉄道とハピラインふくいの境界駅になる大聖寺駅                                                                                               | JR西日本 鉄道運輸機構 えちぜん鉄道                           |
| 112    | 2023年2月28日  | 北陸新幹線延伸で移りゆく鉄道風景2023（後編）       | 特急「しらさぎ」 駅名改称前の越前武生駅 北陸新幹線開業前の敦賀駅の駅舎を見学 | JR西日本 鉄道運輸機構 福井鉄道                               |
| 113    | 2023年3月28日  | ありがとうJR留萌本線（北海道）                     | 2023年3月31日の運転をもって廃止になる留萌本線（石狩沼田駅～留萌駅）の全7駅を紹介 | JR北海道                                                     |
| 114    | 2023年4月25日  | 【最終回】JR根室本線（新得～富良野間）             | 2024年3月31日の運転をもって廃止になる根室本線（新得駅～富良野駅）の全7駅を紹介 | JR北海道                                                     |

## ゲスト出演
藤田が地上波番組やスポーツ実況など別仕事との兼ね合いから本番組のロケに帯同できない場合、ナレーション担当として参加していた。この場合、代理でゲストがロケに参加する場合があり、その場合は南田・ゲスト・田中の3人で番組を進める方式をとっていた（#25・26を除く。#100-102は4人）。
2020年4月以降、藤田が『NNNストレイトニュース』を主に担当している関係からそちらを優先しなければならず、特に同年夏以降の放送（＃81～）からはこの傾向となっていた。なお、藤田がロケに帯同しなかったのは全114回中16回である。
以下、番組にゲストとして出演した人物を挙げる（南田はレギュラー加入前をカウントする）。
| ゲスト                     | 登場話数                                               |
| -------------------------- | ------------------------------------------------------ |
| 南田裕介                   | #13・#19・#21・#22（※）                                |
| 中井精也                   | #66・#67・#81・#82                                     |
| 岡安章介（ななめ45°）      | #83・#84・#91・#92・#100・#101・#102・#108・#109・#110 |
| 吉川正洋（ダーリンハニー） | #85・#86・#95・#96・#100・#101・#102・#108             |
| 代走みつくに               | #89・#90                                               |

## 駅スタンプ設置
- 久慈駅
- 鮫洲駅
- 青森駅
- 千里中央駅
- 万博記念公園駅
- 阿下喜駅
- 那珂湊駅
- 真岡駅
- 智頭駅
- 若桜駅
- 田中駅[注 8]
- 十日町駅
- 宮内駅
- 信楽駅
- 高松築港駅
- 宍喰駅
- 犬吠駅
- 穴水駅
- 鶴来駅
- 天橋立駅
- 大胡駅
- 北条町駅
- 本巣駅
- 明智駅
- 新清水駅
- 修善寺駅
- 糸魚川駅
- 信州中野駅
- 錦町駅
- 井原駅
- 碓氷峠鉄道文化むら
- 本川越駅
- ポポンデッタwith西武トレインミュージアム
- 上市駅
- 勝山駅
- 平賀駅
- 阿仁合駅
- 内部駅
- 鈴鹿駅
- 紀伊御坊駅
- 通洞駅
- 北熊本駅
- 高森駅
- あさぎり駅
- 宇奈月駅
- 鬼怒川温泉駅
- 井川駅
- 郡上八幡駅
- 近鉄四日市駅
- 養老駅
- 八日市駅
- 上野市駅
- 伊豆急下田駅
- 湘南江の島駅
- 盛駅
- 雲州平田駅
- 大多喜駅
- 島原駅
- たびら平戸口駅
- てだこ浦西駅
- 天竜二俣駅
- 吉原駅
- 金田駅
- 甘木駅
- 養老渓谷駅
- ふるさと銀河線りくべつ鉄道
- 阿久根駅
- 仲ノ町駅
- 宿毛駅
- 羽田空港第1ターミナル駅
- 新島々駅
- 別所温泉駅
- 神明駅

## 番組イメージ曲
- レール〜キミのもとへ会いにゆくよ〜/erica

## 番組テーマ曲
- ただいま おかえり ありがとう ～ 僕らの未来〜/erica（#55 -）

### 過去の番組テーマ曲
- 鉄道発見伝のテーマ/大迫淳英（#30 - #54）
- candy wagon/葉加瀬太郎（#1 - #29）

## 受賞歴
- 第11回衛星放送協会オリジナル番組アワード　編成企画部門 最優秀賞（2021年）
- スカパー!アワード2014「ココロ動いた番組賞」

## 特別番組の放送リスト
| 放送媒体                                    | 放送日         | 内容                                                              | 出演者                                 |
| ------------------------------------------- | -------------- | ----------------------------------------------------------------- | -------------------------------------- |
| BSスカパー!                                 | 2013年10月12日 | 三陸鉄道北リアス線                                                | 藤田大介・田中匡史                     |
| ニコニコ生放送公式番組                      | 2014年10月17日 | 日テレ藤田アナの「鉄道発見伝」ホリプロ南田と終電で集まってみた。  | 藤田大介・田中匡史・南田裕介           |
| ニコニコ生放送公式番組                      | 2015年7月17日  | 日テレ藤田アナの「鉄道発見伝」ホリプロ南田と終電で集まってみた・2 | 藤田大介・田中匡史・南田裕介・玉川美沙 |
| ニコニコ生放送公式番組                      | 2017年8月13日  | 鉄道発見伝 夏の臨時列車～今夜は終電で帰りますよ～                 | 藤田大介・南田裕介・田中匡史           |
| 日テレプラス公式YouTubeチャンネル           | 2020年5月31日  | クリック!日テレプラス拡大版LIVE配信SP                             | 藤田大介・南田裕介・田中匡史           |
| ニコニコ生放送（日テレプラスWebチャンネル） | 2021年2月6日   | 鉄道発見伝 ロケ終わりに反省会をやってみた！                       | 藤田大介・南田裕介・田中匡史・岡安章介 |

## Blu-ray & DVD
- 「鉄道発見伝　鉄兄ちゃん藤田大介アナが行く！ベストセレクションVol.1」2018年3月21日発売（発売元：バップ）

## ラジオ出演
- 斉藤雪乃のイチバンセン!（2018年8月13日＆2018年8月20日放送）　※日テレ鉄道まつりにて公開収録が行われ藤田、南田、田中の3名がゲスト出演
- 斉藤雪乃のイチバンセン!（2017年8月2日放送）　※超☆汐留パラダイス!2017SUMMERにて公開収録が行われ藤田、南田、田中の3名がゲスト出演

## イベント出演
- YOKOHAMA Station City　鉄道開業150年トークショー 鉄道発見伝特別トークショー
- 特別展「天空ノ鉄道物語」鉄道発見伝スペシャルレクチャー
- 日テレ鉄道まつり2019（超☆汐留パラダイス!2019SUMMER）
- 鉄道発見伝スペシャルトークショー（J:COM Wonder Studio）　※出演：南田裕介、田中匡史、廣田あいか
- 日テレ鉄道まつり2018（超☆汐留パラダイス!2018SUMMER）
- 万博鉄道まつり2018：トークショー
- 超☆汐留パラダイス!2017SUMMER
- 万博鉄道まつり2017：トークショー
- 超☆汐留パラダイス!2016SUMMER
- 万博鉄道まつり2016：トークショー
- 超☆汐留パラダイス!2015SUMMER
- 万博鉄道まつり2015：トークショー
- 万博鉄道まつり2014：トークショー
- 汐博2014：アナチラッシュ拡大版

## イベント
- 鉄道発見伝アワード＆鉄道感謝祭2022（2022年10月10日）
- 元気です！千葉 鉄道発見伝ローカル線スタンプラリー（2020年12月18日～2021年3月15日）主催：JR東日本千葉支社

## スタッフ
- 企画：藤田大介（日テレアナウンサー）
- カメラ：小川正明
- 音声：岡本洋平
- 編集：奥山雄高、田部沙織
- MA：高橋友樹、土屋翼
- 音効：藤野竜揮
- イラスト：サトウコウスケ
- 技術協力：RAFT、アールイー、ジノ・ソニック
- 協力：仙章堂
- 構成：久保有輝
- 制作補助：後藤満里乃、牧野宏紀
- 演出：田中匡史（エスピーボーン）
- プロデューサー：野宮十月（CS日テレ）、徳江長政（エスピーボーン）
- 制作：橋本敦（CS日テレ）
- 制作協力：エスピーボーン
- 製作著作：CS日テレ